# كاي هاند
كاي هاند (بالإنجليزية: Kaye Hand)‏ هي لاعب كرة مضرب بريطانية، ولدت في 4 أكتوبر 1968 في باركشير في المملكة المتحدة.

## وصلات خارجية
- كاي هاند على موقع رابطة محترفات التنس (الإنجليزية)
- كاي هاند على موقع الاتحاد الدولي لكرة المضرب (الإنجليزية)
- كاي هاند على موقع خلاصة التنس.كوم (الإنجليزية)